# Vaudherland
Vaudherland ou Vaud'herland é uma comuna francesa do departamento de Val-d'Oise, a cerca de 20 km a nordeste de Paris e a 3 km do Aeroporto de Roissy-Charles-de-Gaulle. 
Seus habitantes são chamados Vaudherlandais.

## Geografia
Com uma área de 9 ha, Vaudherland é a segunda menor comuna da França, depois de Castelmoron-d'Albret (Gironda) com 3,76 ha (Plessix-Balisson tornou-se uma comuna delegada de Beaussais-sur-Mer em 1 de janeiro de 2017). De acordo com as estatísticas do Insee, Vaudherland é a oitava comuna menos povoada do Val-d'Oise com 89 habitantes em 1 de janeiro de 2011.
Vaudherland está localizada a uma distância ortodrômica de 19 km a nordeste de Paris, na estrada velha de Flandres, atual RD 317. 
A comuna é limítrofe de Gonesse, Le Thillay e Roissy-en-France.

## Toponímia
O nome da localidade é atestado sob as formas latinizadas Vallis Dellandi no século XIII, em 1202, Vallelandi em 1450, Valle Herlandi no século XV.
O nome do Vaudherland é derivado do Val- "vale" e do antropônimo de origem germânica Herland (< Hariland), ainda portado como patrônimo ou Darland. 
As formas antigas Valdernaut cerca de 1270 (A.N.J.737 No 7), Vaudernaut cerca de 1300 (A.N.S.3712-dossiers1 et 2), Val Ernaut ou Val Ernault em 1329 - 1332 não se relacionam claramente com Vaudherland, é um local vizinho que contém o antropônimo Ernaut, Ernault  tornado um nome de família.

## História
As terras de Vaudherland, bem como a igreja de Roissy são cedidas em 1202 por Odão de Sully, bispo de Paris, aos cânones da abadia de Sainte-Geneviève em Paris. O burgo contava 198 habitantes no século XVIII. Localizado na rota de Flandres, abrigava então muitas pousadas.
Rodeado por vinhas até o século XIX, a vila vivia principalmente da agricultura até o final da década de 1960. O último fazendeiro na aldeia se aposentou em 1994.